# Canon EOS-1D X Mark III
Die Canon EOS-1D X Mark III ist eine digitale Spiegelreflexkamera des japanischen Herstellers Canon, die im Januar 2020 offiziell angekündigt wurde. Der Hersteller richtet sich mit diesem Modell an Berufsfotografen, die wie bei anderen Kameras der EOS-1D X Reihe bei Sport- und Naturfotografie auf eine schnelle Auslösung und Bildbearbeitung wert legen. Canon blieb bei diesem Modell bei einer Auflösung auf dem Niveau der EOS 6D, obwohl bei Markteinführung 2020 schon Kameras mit wesentlich höherer Bildauflösung verbreitet waren. Direkte Konkurrentin ist die ebenso 2020 erschienene Nikon D6.

## Merkmale
Die Mark III hat zwei Einsteckplätze für CFexpress-Speicherkarten, dadurch leert sich auch bei Raw-Serienaufnahmen mit 16 Bildern/s (2 Bilder/s mehr als bei der Vorgängerkamera) der Puffer so schnell, dass mehr als 1000 Bilder in Folge möglich sind (170 bei der Mark II). Ein neuer Bildsensor ermöglicht dafür schnelleres Auslesen der Bilddaten. Der Spiegelmechanismus wurde an die erhöhte Geschwindigkeit angepasst.
Die Auflösung des CMOS-Bildsensors beträgt wie bei der Vorgängerkamera 20,1 Megapixel, es wird aber ein neues vierschichtiges Tiefpassfilter eingesetzt. Der verfügbare Empfindlichkeitsbereich ist um eine Stufe auf ISO 102.400, bzw. 819.200 im erweiterten Modus vergrößert (nach unten auf ISO 50 erweiterbar).
Der Sensor für den Sucher-Autofokus hat 191 Messfelder, davon 155 Kreuzsensoren (Mark II: 61 Messfelder mit 41 Kreuzsensoren), die recht mittig angeordnet sind. Der Autofokus wurde mit zahlreichen Bildern "gefüttert" (Deep Learning) und kann auf dieser Basis Motive erkennen und verfolgen.
Mit dem High Efficiency Image File Format (HEIF-Format) werden kleine Dateien erzeugt, die aber eine höhere Farbtiefe als JPEGs haben (10 statt 8 Bit pro Farbkanal) und dank effektiverer Komprimierung bei gleicher Dateigröße eine bessere Qualität erreichen (im sogenannten HDR-PQ-Modus).
Weiter hat Canon WLAN mit 2,4 GHz und Bluetooth integriert.
Das Gehäuse besteht aus einer Magnesiumlegierung und ist gegen Spritzwasser und Staub abgedichtet.

## Auszeichnungen
Das Kameragehäuse wurde 2020 von der Technical Image Press Association (TIPA) als bestes professionelles Spiegelreflexkameragehäuse ausgezeichnet.